# Burg Weißer Stein
Die Burg Weißer Stein (slowakisch hrad Biely Kameň, auch schlicht Biely Kameň genannt) ist die Ruine einer Höhenburg bei der Kleinstadt Svätý Jur (deutsch St. Georgen), südlich des Stadtteils Neštich (deutsch Neustift), im Okres Pezinok in der Westslowakei, nordöstlich der slowakischen Hauptstadt Bratislava. Die Burg befindet sich auf einem bewaldeten Hügel in den Kleinen Karpaten.
Ein Vorgänger der Burg war eine hölzerne Burgstätte nördlich von Neštich, die im 9. Jahrhundert errichtet wurde und auch in der Folgezeit ihre Funktion erfüllte. 1209 wurde sie zum Sitz des Geschlechts Hont-Pázmány, das im selben Jahr die Stadt Svätý Jur (damals als Zengurg bekannt) erhielt. Nach dem Mongolensturm 1241/42 ließen die Grafen von St. Georgen und Bösing eine neue Burg an der heutigen Stelle bauen, als Erbauer gilt der Graf Abraham I. 1271 wurde die Burg im Zusammenhang mit der Eroberung während eines Feldzugs von Ottokar II. Přemysl erstmals schriftlich erwähnt. Weitere Eroberungen folgten 1287 (Feldzug von Albrecht I.) und 1385 (Feldzug der mährischen Markgrafen Jost und Prokop). Mit kürzeren Unterbrechungen gehörte die Burg bis 1543 den Grafen von St. Georgen, als das letzte männliche Mitglied des Geschlechts starb.

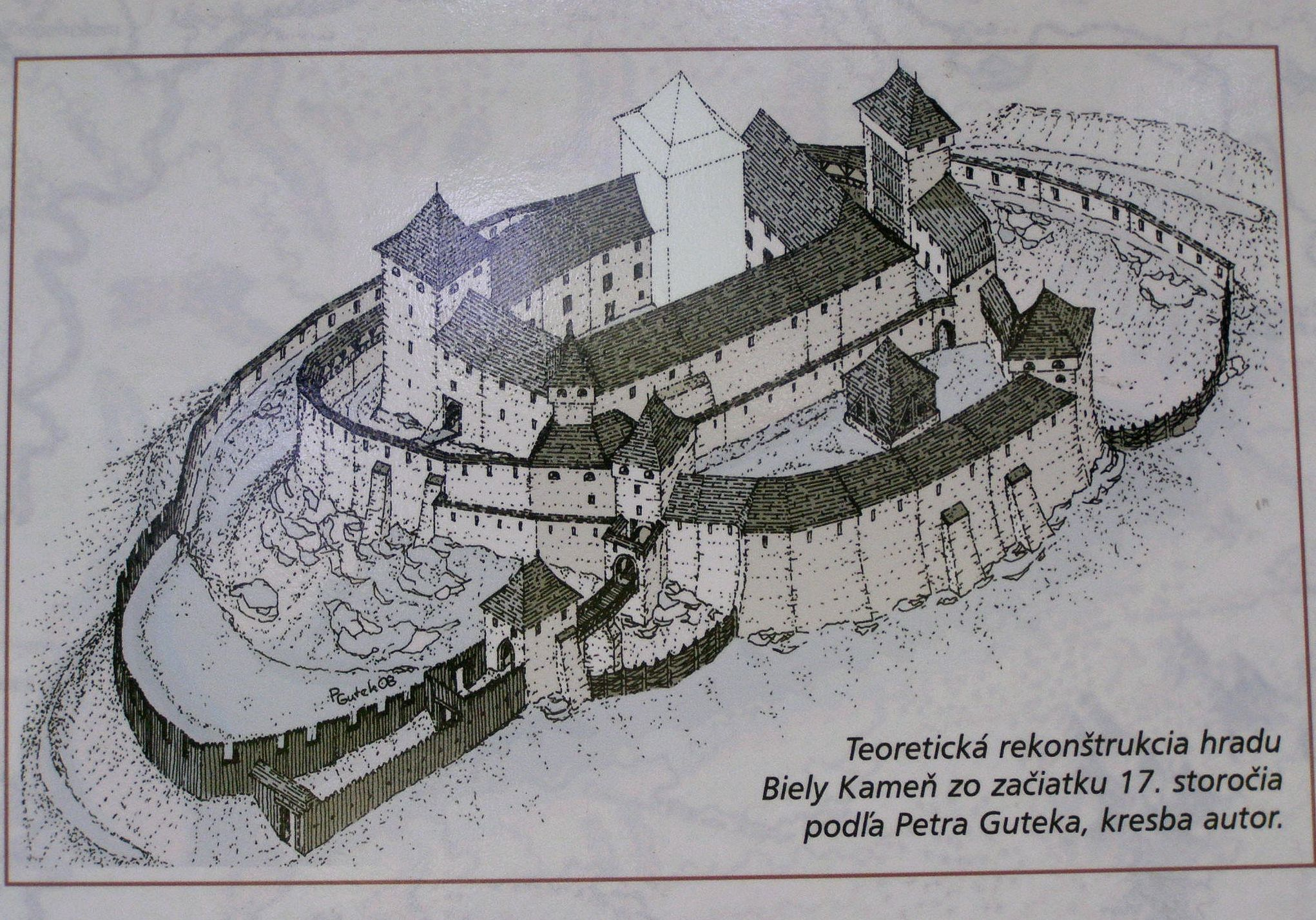
Mögliches Aussehen der Burg im 17. Jahrhundert

Im weiteren Verlauf wechselte der Besitz zwischen der ungarischen Krone und verschiedenen ungarischen Magnatenfamilien, unter anderen Stephan I. Illésházy. 1609 wurde die Burg Besitz des Adelsgeschlechts Pálffy, die bereits seit Mitte des 16. Jahrhunderts nötige Sanierung blieb aber aus, insbesondere nachdem die Pálffys sich ein Schloss in Svätý Jur bauen ließen. Somit diente die Burg nur noch als Gefängnis und als Lager für Wein, Lebensmittel und allerlei Werkzeuge. Nach der Verwüstung von Svätý Jur durch krimtatarische Truppen im Dienste des Osmanischen Reichs im Jahr 1663 wurde die Burg verlassen und nicht mehr verwendet.
Die Burgruine wurde 1963 zum Kulturdenkmal und 2002 zum nationalen Kulturdenkmal der Slowakei erklärt, trotzdem blieben nur noch wenige, stark durch Vegetation überwucherte Ruinenreste erhalten. Seit 2020 kümmert sich der Bürgerverein Castrum Sancti Georgii um die Burganlage mit dem Ziel, die einsturzgefährdeten Burgmauern zu stabilisieren und die Ruine zu konservieren.